# 朱徳海
朱 徳海（しゅ とくかい、朱德海、朝鮮語：주덕해、1911年3月 - 1972年7月3日）は、中国の政治家、延辺朝鮮族自治州初代州長。朝鮮族であり、本名は呉基渉(吳基涉、오기섭)。

## 経歴
1911年、ロシア沿海州にある朝鮮人村の貧しい農家に生まれた。本籍地は咸鏡北道会寧郡八乙面で、祖父の代に朝鮮からロシアに移住した。
父親が土匪に殺害されて生活が困難になると、いったん咸鏡北道に帰郷した。
1920年に豆満江を渡り和龍県に移住。小学校卒業後の1929年から龍井一帯で革命運動に参加した。
1930年8月に中国共産主義青年団、1931年に中国共産党に入党。
1930年から黒龍江省で地下党活動や抗日パルチザンに参加。東北抗日同盟軍第4軍（東北抗日聯軍第4軍の前身）第2団後方留守処党支部書記。
1936年、方虎山や李権武らと共に東方労働者共産大学に留学。
1939年9月、延安に帰還。八路軍第359旅第718団特務連指導員と第718団供給処指導員に任命。
1941年、抗日軍政大学東北幹部隊と中共中央海外委員会研究班朝鮮組で学ぶ。
1943年、朝鮮革命軍政学校総務処長。
1945年11月23日、19名の幹部隊員と共にハルピンに入り、朝鮮義勇軍第3支隊を組織し政治委員になる。
1948年4月、部隊から離れ東北行政委員会民族事務処長。
1949年3月、中共延辺地区委員会書記兼延辺専員公署専員。延辺大学を設立、1972年まで学長を務める。同年9月、中国人民政治協商会議第1回全国委員会委員。
1949年6月、全国政治協商会議準備会に朝鮮族代表として出席。
1949年9月21日～、中国人民政治協商会議第1次全体会議に朝鮮族代表として出席し、27日に発言。
1952年、延辺朝鮮族自治区主席。
1954年、吉林省副省長。第1回全国人民代表大会代表。
1956年、中国共産党中央委員会第8期候補委員。
1958年8月27日～30日、北戴河会議が河北省秦皇島市で開かれる。大躍進運動の延辺への適用に批判的だったため、会議で一切発言せず。1958年から1960年にかけて中央政府による処分が検討されたが、1963年に周恩来が擁護。
1959年、第2回全国人民代表大会代表。
1962年6月～、延辺を訪れた周恩来と延辺大学や延辺農学院を視察。

1964年12月、第3回全国人民代表大会常務委員会民族委員会副主任。

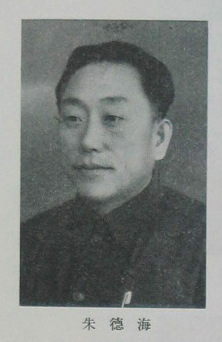
中國人民政治協商會議第一屆全體會議紀念刊（1949年）から
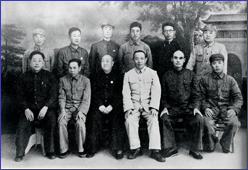
第1期政協第1回全体会議（1949年9月）に出席した少数民族代表と記念撮影する朱德海（前列左）
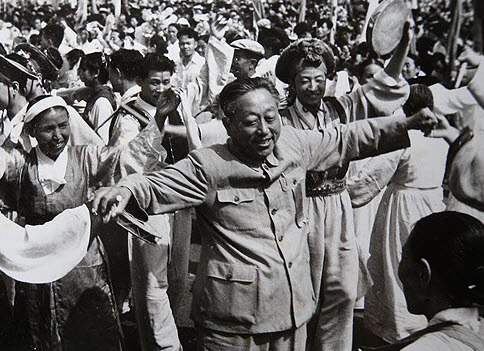
延辺朝鮮族自治州創立10周年を祝う朱徳海（1962年）

## 文革期間
1966年6月20日、延辺自治州党委員会文化革命指導小組の組長に就任。
1966年8月23日、4万人が参加した文化大革命慶祝大会で演説。
1966年9月、周恩来は宋任窮を延辺に派遣し、延辺州常務委員会に対して中央の朱徳海に対する意見を伝え保護。
1966年10月1日、国慶節に周恩来により北京に招かれる。
1966年12月、毛沢東の甥の毛遠新が、哈爾浜工程大学の学生を率いて延吉を訪問し、延辺大学の紅衛兵「8・27革命造反団」の開いた大会で造反を煽動。「朱徳海を打倒し、延辺を解放しよう」と、朱徳海の打倒を訴える。8・27革命造反団により延辺大学に監禁される。延辺大学の4階会議室で朱徳海批判大会が開かれ、「反党・反社会主義・反毛沢東思想」の頭目として攻撃対象となる（朱徳海案）。
- 路線問題 大躍進政策の延辺への適用に批判的で、1958年の北戴河会議でも一切発言せず、1958年から1960年にかけて中央政府による処分が検討された（1963年に周恩来が擁護したため名誉回復）、また、牛の個人飼養を認めていたことが、資本主義の道を歩む「黄牛主義」とされた。
- 地方民族主義者 延辺の特殊性の強調。朝鮮族の学校や、朝鮮族の人民公社をつくったことが、「民族連合」に反している。
- 経歴問題 密山で活動中に日本軍に逮捕されるが、一人だけ釈放された。この後、ソ連に留学し1939年に延安に入った。一人だけ残った経緯が信用されず供給部に配置されたことがあった。
- 領土問題 1962年に結ばれた中朝辺界条約によって中国が北朝鮮に譲歩し、天池上に中朝国境線が引かれる形で終結した。当時延辺朝鮮族自治州の州長を務めた朱徳海がこの件に触れ、「売国奴」として批判された[2]。

1967年4月、秘密裡に北京に護送され中央政府の保護下におかれる。
1969年9月、北京から湖北省53農場に下放。
1972年7月3日、肺癌により武漢陸軍病院で死去。

## 没後

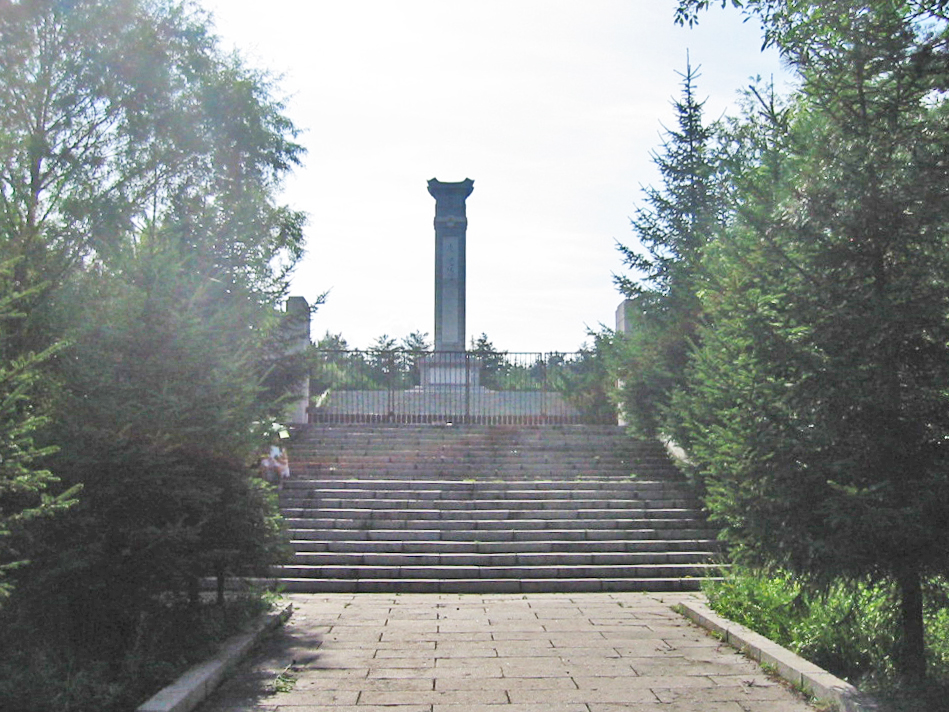
延吉・人民公園そばの丘陵に建つ「朱徳海同志紀念碑」。1984年5月、胡耀邦総書記（当時）が延辺を視察した際に、朱徳海の紀念碑を建設することを延辺の指導者に要請、自ら懸額を揮毫した。

1972年9月12日、追悼式が長春で開かれる。
1972年9月16日、死去した事実が延辺日報で報道される。
1972年12月24日、中共吉林省委員会は朱徳海事件の再審査を開始。
1978年5月、中共吉林省委員会は「延辺四大冤罪事件（朱徳海案・暴乱案・特務案・地下国民党案）名誉回復に関する決定」を出す。
1978年6月10日、中共延辺自治州委員会は「朱徳海の名誉回復についての決議文」を発表。
1978年6月20日、中共延辺委員会の主催により朱徳海同志平反（名誉回復）大会が開かれる。延辺州全体で200ヶ所に分会場が設置され10万人以上の人々が実況を聴いた。

## 記念事業
1984年5月12日、延辺を訪問した胡耀邦総書記が、朱徳海の紀念館を建設することを延辺の指導者に要請、自ら懸額を揮毫する。
1986年7月3日、延吉で「朱徳海紀念碑」の除幕式が開かれる。
1986年6月　龍井市智新鎮勝地村二屯の朱徳海故居を整備。
2007年12月28日　龍井市智新鎮勝地村二屯の朱徳海故居を州級文物保護单位に指定。
2012年7月3日　延辺朝鮮語ラジオリスナー聯誼会、北山街道丹山社区老年大学メンバーら約60人が朱徳海紀念碑前で「朱徳海同志逝世40周年追悼会」を挙行。

## 人物像
1963年9月5日、延辺を訪問した日本朝鮮研究所代表団の日本人5人がホテル会議室で朱徳海と会談した。朱徳海は自身のパルチザン経験を中国語で4時間半語る。その時の印象を、代表団メンバーの、安藤彦太郎(研究所副所長・早稲田大学教授）は次のように回顧している。